# Mario Casas
Mario Casas da Serra (Corunha,12 de Junho de 1986) é um ator espanhol. Ele é mais conhecido por interpretar Ulises Garmendia na série de televisão El barco, Aitor Carrasco em Los hombres de Paco e Hache em Tres metros sobre el cielo / Tengo ganas de ti.

## Biografia
Mario Casas da Serra nasceu na Corunha, na Galiza, a 12 de Junho de 1986.
Casas estrelou em mais de uma dezena de filmes espanhóis, incluindo os êxitos Palmeras en la nieve e Contratiempo.
Ele começou a aparecer em séries a partir de 2005, antes de ganhar papéis menores em vários filmes espanhóis.
Seu papel de protagonista veio em 2010, quando, aos 23 anos, ele estrelou em "Três Metros Sobre o Céu", um drama romântico que se tornou o filme espanhol de maior bilheteria do ano. O filme traça o amor improvável entre o rebelde impulsivo H e Babi, sua namorada conservadora de classe média. O interesse pelo filme cresceu quando Casas começou a namorar sua co-estrela María Valverde. Uma sequência, "Tengo ganas de ti", foi lançado em 2012.
O seguinte grande papel de Casas veio em 2015, no longa-metragem em inglês "The 33", estrelado por Antonio Banderas. O filme conta a história de um acidente de mineração no Chile, em 2010, e Casas interpreta Álex Vega, um mineiro preso que sofre de problemas renais. Como na maioria dos filmes de Casas até aquele momento, "The 33" recebeu críticas mistas. Casas teria que esperar até "Palmeras en la Nieve" para garantir o sucesso dos críticos.
O romance se passa na colônia espanhola da Ilha de Fernando Pó (atual Bioko), onde Killian (interpretado por Casas) tem um caso de amor apaixonado por Bisila (interpretada por Berta Vázquez). Tendo como pano de fundo o imperialismo e a brutalidade, é considerado um dos filmes espanhóis mais visualmente impressionantes de todos os tempos. O filme ganhou dois prêmios Goya em 2015, como Melhor Direção de Arte e Melhor Canção Original.
Após o sucesso de Palmeras, ele estrelou em três thrillers criticamente e comercialmente bem sucedidos em um ano. Toro é um thriller policial que foi lançado em abril de 2016, enquanto Contratiempo apareceu pela primeira vez em janeiro de 2017. Dois meses depois, Casas apareceu na comédia de humor negro The Bar, em que um grupo excêntrico de personagens está preso dentro de um café , incapaz de sair, pois todos que o fizerem são imediatamente mortos por um atirador desconhecido.
O último papel de Casas pode ser o mais exigente fisicamente e emocionalmente até hoje. O fotógrafo de Mauthausen conta a história de Francisco Boix, um republicano e fotógrafo espanhol que foi enviado para um campo de concentração austríaco durante a Segunda Guerra Mundial, e está programado para um lançamento teatral de 2018. Casas perdeu cerca de 12 quilos para jogar o boix emaciado durante sua prisão.
Mario Casas começou sua carreira de ator com aparições de episódios nas séries de televisão Obsesión, Motivos personales e Mujeres. Ele veio para a atenção da mídia nacional com sua estreia no cinema no filme El Camino de los Ingleses, dirigido por Antonio Banderas.
Nesse mesmo ano ele se juntou ao elenco da série SMS. Casas, em seguida, alcançou audiência internacional como Aitor Carrasco na série de televisão Los hombres de Paco, que ele estrelou de 2007 a 2010.
Em 2009, Casas apareceu em dois filmes de sucesso, Fuga de cerebros com Amaia Salamanca e Mentiras e Gordas com seu melhor amigo Yon González, Ana Maria Polvorosa, Ana de Armas e Hugo Silva, ambos conseguiram liderar as bilheterias no fim de semana de seu lançamento. Em 2010, Casas estrelou Três metros sobre o céu, ao lado de María Valverde e Foi finalmente o filme espanhol de maior bilheteria do ano. A sequência Tengo ganas de ti, que tem Casas, Valverde e Clara Lago como protagonistas, estreou em 2012. 
Em 2010, Casas estrelou Carne de néon, dirigido por Paco Cabezas no mesmo ano em 3 de dezembro de 2010, Tres metros sobre o céu, ao lado de María Valverde. Foi finalmente o filme espanhol de maior bilheteria do ano. Desde 2011, Casas estrelou a série Antena 3 El barco, ele também estrelou em Tengo ganas de ti, estreou em 2012. Durante o final de 2013 e início de 2014 tem shor entre Colômbia e Chile, seu segundo projeto de filme em inglês chamado Los 33 com Antonio Banderas e Juliette Binoche, uma história baseada no acidente de mineração chilena que ocorreu em 2010. 
Em 2015, Mario estrelou a nova comédia de Álex de la Iglesia My Great Night e também no filme romântico Palmeras en la Nieve, onde repetiu com o diretor dos filmes Tres metrôs sobre el cielo e Tengo ganas de ti de Fernando Gonzalez Molina.

## Filmografia

### Televisão
| Ano     | Titulo              | Papel               | Nota      |
| ------- | ------------------- | ------------------- | --------- |
| 2021    | O Inocente          | Mateo Vidal         | Netflix   |
| 2020    | Remédio Amargo      | Angel               | Netflix   |
| 2019    | Instinto            | Marco Mur           | Movistar+ |
| 2018    | Paquita Salas       | Ele mesmo           | Netflix   |
| 2011–13 | El Barco            | Ulises Garmendia    | Antena 3  |
| 2007–10 | Los hombres de Paco | Aitor Carrasco      | Antena 3  |
| 2006–07 | SMS                 | Javier Javi Llorens | laSexta   |
| 2006    | Mujeres             | Cameo               | La 2      |
| 2005–06 | Obsesión            | Nico                | TVE       |
| 2005    | Motivos personales  | Cameo               | Telecinco |

### Cinema
| Ano  | Titulo                     | Papel                   |
| ---- | -------------------------- | ----------------------- |
| 2020 | No Matarás                 | Dani                    |
| 2020 | A Casa                     | Tómas                   |
| 2018 | El fotógrafo de Mauthausen | Francisco Boix          |
| 2018 | Bajo la piel de lobo       | Martinón                |
| 2017 | El Bar                     | Nacho                   |
| 2016 | Cotratiempo                | Adrián Doria            |
| 2016 | Toro                       | Toro                    |
| 2015 | Palmeras en la nieve       | Killian                 |
| 2015 | Mi gran noche              | Adanne                  |
| 2015 | Los 33                     | Alex Vega               |
| 2014 | Eden                       | Felix                   |
| 2013 | La mula                    | Castro                  |
| 2013 | Ismael                     | Félix                   |
| 2013 | Las brujas de Zugarramurdi | Antonio "Tony"          |
| 2012 | Tengo ganas de ti          | Hugo "H"                |
| 2012 | Grupo 7                    | Ángel Lares Pacheco     |
| 2010 | Carne de neon              | Ricky                   |
| 2010 | Tres metros sobre el cielo | Hugo "H"                |
| 2009 | Mentiras y gordas          | Toni                    |
| 2009 | Fuga de cerebros           | Emilio Carbajosa Benito |
| 2006 | El camino de los ingleses  | Moratalla               |

### Curta-metragem
| Ano  | Titulo              | Papel  |
| ---- | ------------------- | ------ |
| 2010 | Dinero fácil        | Jaime  |
| 2010 | La wikipeli 2       | Sergio |
| 2009 | Paco                | Paco 4 |
| 2007 | Sintonia diario Pop | Iván   |